# Objektmodul
Objektmodul ist ein Begriff aus der Textauszeichnungssprache XHTML.
Das Objektmodul ist ein abstraktes XHTML-Modul. Es stellt Elemente für die Einbindung von allgemeinen Objekten zur Verfügung. Es unterstützt die Elemente:
- object mit den Attributen Common, archive (URIs), classid (URI), codebase (URI), codetype (ContentType), data (URI), declare ("declare"), height (Length), name (CDATA), standby (Text), tabindex (Number), type (ContentType), width (Length) und
- param mit den Attributen id (ID), name* (CDATA), type (ContentType), value (CDATA), valuetype ("data"* | "ref" | "object").

Wenn das Modul verwendet wird, fügt es das object-Element der Inline-Inhaltsmenge des Textmoduls hinzu. Implementiert wird es in DTD.

## Beispiel
Hier ein Beispiel für eine als Objekt eingebundene SVG-Datei. Ist kein Browser-Plug-in zur Anzeige von SVG vorhanden, wird ein alternativer Text angezeigt:
```
<object
 
data=
"wikipedia.svg"
 
type=
"image/svg+xml"
 
width=
"200"
 
height=
"200"
>

  
Ihr
 
Browser
 
kann
 
das
 
Objekt
 
leider
 
nicht
 
anzeigen!

  
Nun
 
kommen
 
Sie
 
nicht
 
in
 
den
 
Genuss
 
des
 
Wikipedia-Logos.

</object>

```